# Всероссийский шашечный турнир
Всероссийский шашечный турнир — серия из 4-х турниров по русским шашкам, прошедших в Российской империи в 1894—1901 годах. Фактически — чемпионаты Российской империи по русским шашкам. Организатор — Павел Николаевич Бодянский.
Было организовано  4 турнира. Трижды побеждал Сергей Воронцов 1894, 1895, 1901, дважды Фёдор Каулен, 1894, 1898 (в 1894 — оба были признаны победителями).

## Статистика
1-й Всероссийский шашечный турнир. 1 июля 1894, Москва.
Регламент. Круговой турнир, микроматчи по две партии.
Участников — 8. 1-2 место. Ф. Каулен и С. Воронцов — оба по 11 очков. 3. А. Оводов — 10,5.
Дополнительный матч за первое место Ф. Каулен — С. Воронцов, обе партии завершились вничью.
Соревнования проходили в большом зале Московской сберегательной кассы, директором которой был Павел Бобров, выдающийся шашечный и шахматный деятель.
2-й Всероссийский шашечный турнир. 10 июля — 18 июля 1895, Москва.
Регламент. Круговой турнир, микроматчи по четыре партии.
Участников — 14. 1 место. С. Воронцов, набрал 42,5 очка. 2. Ф. Каулен — 39. 3. Д. Фишбин — 35,5.
Соревнования проходили в помещении, предоставленным Московским собранием врачей и Московским шахматным кружком.
3-й Всероссийский шашечный турнир. 2 −11 июля 1898, Москва.
Регламент. Круговой турнир, микроматчи по четыре партии.
Участников — 12. 1 место. Ф. Каулен набрал 33 очка. 2. А. Оводов и 3. А. Шошин — оба по 29 очков.
4-й Всероссийский шашечный турнир. 1 — 10 июля 1901, Москва.
Участников — 15. 1 место. С. Воронцов, набрал 22 очка. 2. А. Шошин — 21,5. 3. Ф. Каулен −18,5.
Регламент. Круговой турнир, микроматчи по две партии.
Соревнования проходили в московском «Благородном собрании» (ныне — Дом Союзов), в меблированных комнатах «Америки».